# Eneida (poem ucrainean)
„Eneida” (în ucraineană Енеїда) este un poem burlesc în limba ucraineană, scrisă de Ivan Kotlearevski în 1798. Acest poem fals-eroic este considerat prima operă literară publicată integral în ucraineana vernaculară. Maniera inspirată în care autorul a prezentat diverse elemente ale vieții poporului ucrainean în contextul limbii, istoriei, tradițiilor și vieții de zi cu zi a adus poemului un mare succes în rândul contemporanilor, a provocat numeroase imitații și a dus la înlocuirea definitivă a vechii limbi literare cu limba vernaculară.
„Eneida” este o parodie după Eneida lui Publius Vergilius Maro, în care Kotlearevski i-a transformat pe eroii troieni în cazaci zaporojeni. Este o repovestire liberă a lucării scrise în limba rusă de N. P. Osipov (în rusă Виргилиева Энеида, вывороченная наизнанку), o traducere liberă a operei „Virgils Aeneis, travestiert” (1784) de Aloys Blumauer, care, la rândul ei, face trimitere la poemul „Le Virgile travesty en vers burlesques” din 1648 de Paul Scarron. 
Potrivit criticilor, poemul a fost inspirat de ditrugerea oștirii zaporojene la ordinul împărătesei Ecaterina cea Mare. A fost scris în perioada formării romantismului și naționalismului în Europa. În acea perioadă, o parte a elitei ucrainene era cuprinsă de nostalgia pentru vremea cazacilor. Primele trei părți ale poemului au fost publicate în 1798 la Sankt Petersburg, fără știrea autorului. Eneida completă a fost publicată după moartea lui Kotlearevski, în 1842.
Poemul se află în top 100 al lucrării De la Skovoroda până în zilele noastre: 100 dintre cele mai importante opere de artă creativă din Ucraina.

## Rezumat

### Partea I
După distrugerea Troiei de către greci, Aeneas (Enei) fuge pe mare cu un grup de troieni. Iuno, care nu-l iubea pe Aeneas, fiul lui Venus, merge la zeul vântului, Eol, pentru a stârni o furtună și a-i îneca pe troieni. Eol dezlănțuie vânturile și provoacă o furtună teribilă. Dar Aeneas negociază cu zeul mării, Neptun, și furtuna se potolește. Venus, îngrijorată pentru fiul ei, se plânge lui Zeus de faptele lui Iuno. 
Zeus îi spune că soarta lui Aeneas fusese deja decisă - va merge la Roma pentru a „construi un regat puternic”, pentru „a-i subjuga pe toți de acolo”, iar ei „toți vor fi lideri”. După lungi rătăciri, troienii ajung în Cartagina, unde domnea Didona. Regina se îndrăgostește de Aeneas și, cuprins de pasiune, acesta uită de scopul său principal - construirea Romei. Din Olimpul său, Zeus, privind întâmplător spre pământ, vede acest lucru și furios îl trimite pe Mercur să-i amintească lui Aeneas de misiunea sa. Aeneas și troienii fug noaptea din Cartagina, iar Didona se adâncește în suferință.

### Partea a II-a
Troienii navighează pe mare și debarcă în Sicilia, unde domnea regele Aceste. Sicilienii îi primesc cu ospitalitate. Aeneas decide să țină un priveghi pentru tatăl său, Anchises. În timpul sărbătorii și jocurilor troiene, Iuno își trimite pe pământ servitoarea, care le convinge pe femeile troiene să ardă corăbiile. Izbucnește un incendiu mare, iar Aeneas îi blesteamă pe zei, cerându-le ploaie. După ce a trecut ploaia, doar câteva nave mai rămăseseră întregi. Aeneas adoarme îndurerat și își visează tatăl. Anchises îi promite că totul va fi bine și îl roagă să-l viziteze în iad.

### Partea a III-a
Părăsind Sicilia, troienii navighează mult timp pe mare, până ajung în Cumae, o colonie din Grecia Antică. Aeneas vrea să găsească drumul spre iad și o roagă pe ghicitoarea Sibila să-l ajute. Ea acceptă, cu condiția ca Aeneas să-i aducă ofrande și ei și lui Apollo, zeul soarelui. Împreună, coboară în iad. Aici, luntrașul Charon îi traversează râul Styx, apoi sunt amenințați de câinele Cerber, însă Sibila îl liniștește. În iad îi văd pe păcătoși chinuiți: asupritori, mincinoși, oameni răi și hrăpăreți. Aeneas îi vede și pe Didona și pe troienii uciși. În cele din urmă, se întâlnește cu tatăl său, Anchises, care îi spune că va întemeia „o familie mare” ce va conduce întreaga lume.

### Partea a IV-a
După ce se îmbarcă, troienii, conduși de Aeneas, pornesc mai departe. Un marinar vede o insulă condusă de cruda regină Circe, o vrăjitoare care transforma oamenii în animale. Insula nu putea fi ocolită. Aeneas îi cere ajutprul lui Eol și datorită lui reușesc să-și continuie călătoria. Aeneas și troienii săi navighează spre insula condusă de regele Latinus. El și soția sa Amata vor să o căsătorească pe fiica lor, Lavinia, cu regele Turnus. Între timp, Aeneas trimite soldați în recunoaștere. Aceștia îi spun că localnicii vorbesc limba latină, așa că toți învață latina într-o săptămână. Apoi, Aeneas și oamenii lui sunt primiți cu onoruri, regele dorindu-și ca Aeneas să-i devină ginere. Între timp, Iuno, văzând că Aeneas devine mult prea încrezător și îndrăzneț, decide să-i dea o lecție.
Zeița trimite Furiile, care o posedă mai întâi pe Amata și apoi pe Turnus. Turnus are un vis în care viitoarea lui mireasă îl alege pe Aeneas drept logodnic. Jignit, trimite o scrisoare regelui Latinus prin care îi declară război. Soldații lui Aeneas, din greșeală, asmut ogari pe câinele doicii Amatei. Aceasta începe să-i întoarcă pe oameni împotriva lui Aeneas și poporul latin se pregătește de război.

### Partea a V-a
Aeneas se gândește cum să-l învingă pe Turnus, pentru că zeii olimpici nu îi sar în ajutor. Adoarme, iar în vis un bătrân îl sfătuiește să se împrietenească cu arcadienii, dușmanii latinilor. Astfel, el decide să ceară ajutorul arcadienilor (Evander este regele arcadienilor, iar Pallant este fiul său). Aeneas aduce ofrande zeilor și se duce la Evander. El este de acord să-l ajute și îl trimite pe fiul său, Pallant, cu armata. Venus îi cere fierarului Vulcan să-i facă fiului ei, Aeneas, o armă puternică.
Iuno trimite o servitoare să-l avertizeze pe Turnus despre un posibil atac al lui Aeneas și îl sfătuiește să atace el primul, așa că acesta asediază cetatea troiană, dar nu o poate cuceri. Apoi arde flota troiană. Venus se plânge lui Cybele (mama zeilor), iar ea, la rândul ei, se plânge lui Zeus. Zeul suprem transformă corăbiile troienilor în sirene, iar rutulii fug de frică. Nyz și Evrial, tineri războinici, sunt de gardă. Nyz se oferă să intre în tabăra rutulilor și să-i învingă pe inamici. Vrea să o facă singur, pentru că Evrial are o mamă bătrână, iar el nu are pe nimeni. Totuși, tovarășul său nu este de acord și merg împreună. Nyz și Evrial dau dovadă de curaj, reușesc să învingă mulți dușmani, iar la întoarcere se întâlnesc cu niște latini care se îndreptau spre tabăra lor. Tinerii încearcă să se ascundă în pădure, dar latinii înconjoară pădurea și îi găsesc. Când Evrial este capturat, Nyz se cățără într-o salcie, dar își scapă sulița și astfel se dă de gol. Colonelul Wolsent îl execută pe Evrial, iar Nyz moare în luptă.
Începe o luptă aprigă. Turnus merge cu armata la fortăreața de asalt, unde troienii se apără cu vitejie, însă Iuno intervine din nou și îl apără pe Turnus. Rutulii îi înving pe troieni, care deja se pregătesc să abandoneze cetatea. Atunci șeful artileriei le amintește tuturor câtă încredere are Aeneas în ei și că sunt urmașii unor luptători de vază. Rușinați, troienii reîncep ofensiva, iar Turnus este alungat.

### Partea a VI-a
Mâniat pe zei pentru implicarea lor, Zeus le interzice să mai intervină pentru oricare dintre părți. Venus se grăbește la zeul suprem, începe să-l lingușească și o acuză pe Iuno, ceea ce provoacă o ceartă între ele două.
Între timp, Aeneas navighează pe o corabie cu Pallant pentru a veni în ajutorul troienilor. Când toți dorm, el se gândește cum să-l învingă pe Turnus. Deodată vede o mavka în apă. Ea îi spune că Turnus și soldații săi au început deja lupta împotriva troienilor și aproape le-au ars flota. Aeneas se grăbește spre luptă. Turnus îl ucide pe curajosul Pallant. Jul îi povestește lui Aeneas ce s-a întâmplat în absența sa.
Zeus, beat, merge să-i ceară iertare soției sale, Iuno, care îl păcălește cu șiretlicurile ei și îl adoarme. Apoi, ia înfățișarea lui Aeneas și îl ademenește pe Turnus spre corabie, astfel încât să navigheze spre casă și să nu moară. 
A doua zi, Aeneas își îngroapă morții. Sosesc soli de la Latinus, cărora el le spune că nu cu ei luptă, ci cu Turnus, de aceea vrea să se confrunte doar ei doi și să înceteze luptele. Solii primesc răspunsul cu bucurie, însă Turnus nu este încântat de idee unui duel. Amata se opune căsătoriei fiicei sale cu Turnus, fiind ea însăși îndrăgostită de el. La confruntare, Iuno o trimite pe zeița fântânilor, Iuturna, să-l ajute pe Turnus și din nou stârnește o luptă între troieni și rutuli. Aeneas este rănit, iar Venus îl vindecă folosind tot felul de poțiuni.
Crezând că Turnus a murit, Amata vrea să se spânzure. În duel, Aeneas îl doboară pe Turnus și îl lasă fără sabie, însă din nou se amestecă Iuno. Zeus îi interzice să mai intervină și spune că locul lui Aeneas este în Olimp, alături de ceilalți zei. Deși ezită să îl omoare pe Turnus, ba chiar se gândește să îl cruțe, până la urmă Aeneas vede pe trupul lui armura lui Pallant și îl ucide, doborât de amintirile dureroase.

## Traducere în engleză
Traducerile parțiale ale „Eneidei” datează din 1933, când o traducere a primelor strofe ale poemului lui Kotlearevski, realizată de Wolodymyr Semenyna, a fost publicată în ziarul american al diasporei ucrainene, Ukrainian Weekly, pe 20 octombrie 1933. O altă traducere parțială a fost publicată de University of Toronto Press în 1963, în antologia Poeți ucraineni 1189–1962, de C.H. Andrusyshen și Watson Kirkconnell. Totuși, prima traducere completă în limba engleză a magnum opus-ului lui Koteiarevski, Eneida, a fost publicată abia în 2006 în Canada, de către ucraineanul-canadian Bohdan Melnyk, cel mai cunoscut pentru traducerea sa în limba engleză a basmului ucrainean „Mykyta, vulpea” (în ucraineană Лис Микита) de Ivan Franko.

## Adaptări
În 1991, regizorul ucrainean Volodîmîr Dahno a realizat un film de animație cu același titlu.